# Radost Bokel
Radost Bokel (Bad Langensalza, 4 giugno 1975) è un'attrice tedesca.

## Biografia
È divenuta nota nel 1986, a 11 anni, per essere stata scelta quale protagonista della pellicola Momo, ossia la bambina che dà il nome al film (tratto dall'omonimo romanzo di Michael Ende): un'interpretazione che le ha permesso di vincere il Bambi. Lo stesso anno ha lavorato nel suo secondo lungometraggio, Walhalla.
Nel 1987 Radost Bokel è stata nel cast di Il segreto del Sahara (vi ha interpretato il ruolo di Parisaze).
In seguito è apparsa soprattutto in serie televisive tedesche. Ha anche posato nuda in copertine di riviste per adulti.
All'inizio del 2012 ha preso parte insieme a Brigitte Nielsen a un reality show trasmesso dal canale televisivo tedesco RTL;  nell'estate dello stesso anno ha interpretato un ruolo in uno degli spettacoli svoltisi nell'ambito del Karl May Festival.

## Vita privata
Nel 2008 ha sposato il cantante e musicista statunitense Tyler Woods. La coppia ha vissuto in Nord Carolina insieme al figlio Tyler Jr., nato nel 2009, ma nel 2015 è arrivato l'annuncio del divorzio. Da allora l'attrice ha fissato la sua residenza a Rodgau.

## Filmografia parziale

### Cinema
- Momo, regia di Johannes Schaaf (1986)
- Bitte laßt die Blumen leben, regia di Duccio Tessari (1986)

### Televisione
- Il segreto del Sahara (1987-1988) - film e sceneggiato TV
- Tatort - serie TV (1989)
- Faber l'investigatore - serie TV (1994)
- Wolff, un poliziotto a Berlino - serie TV (1995)
- Doppelter Einsatz - serie TV (1996)
- Klinik unter Palmen - serie TV (2003)
- SOKO - Misteri tra le montagne - serie TV (2006)
- Dream Hotel - serie TV (2006)
- La nave dei sogni - Viaggio di nozze - serie TV (2015)